# Белоусова, Мария Игнатьевна
Мари́я Игна́тьевна Белоу́сова (1921—2013) — передовик советского сельского хозяйства, бригадир молочно-овощеводческой бригады совхоза «Новоалтайский» Первомайского района Алтайского края, Герой Социалистического Труда (1966).

## Биография
Мария Игнатьевна Белоусова (девичья фамилия Ульянюк) родилась 18 марта 1921 года в селе Петровка Семипалатинской губернии Киргизской АССР (ныне Бородулихинского района Восточно-Казахстанской области Республики Казахстан) в крестьянской семье с шестью детьми. Получила начальное образование. В 1929 году, когда в регионе начался голод, семья переехала на Алтай, в Тальменский район Барнаульского округа Сибирского края. Уже в подростковом возрасте, вместе со старшей сестрой, Мария работала сезонной рабочей на алтайских полях.
В 1937 году Мария Белоусова начала официально трудиться овощеводом в совхозе БВРЗ (Барнаульского вагоноремонтного завода), позже переименованном в «Новоалтайский». Спустя некоторое время стала звеньевой, а когда в 1940 году вырастила хороший урожай, была командирована в Москву на Всесоюзную сельскохозяйственную выставку народного хозяйства. На выставке она была отмечена знаком «Отличник социалистического соревнования».
В 1942 году её направили в Бийск на курсы бригадиров-овощеводов. С того же года трудилась бригадиром овощеводческой бригады подсобного хозяйства 17-го завода.
В 1940-х годах бригада М. И. Белоусовой регулярно добивалась высоких урожаев, как в открытом грунте, так и в теплицах. В её бригаде было 28 лошадей, но однажды ночью их забрали и заменили быками, на которых пришлось работать дальше. Выращенную продукцию: картофель, огурцы, табак, малину возили на быках ночью к вагонам, грузили. Коллектив бригады, возглавляемой М. И. Белоусовой, из года в год перевыполнял планы по производству овощей. Пятилетние планы продажи овощей выполнялись за четыре года. В 1949 году она была награждена своим первым орденом — Трудового Красного Знамени.
Указом Президиума Верховного Совета СССР в 1966 году за успехи, достигнутые в увеличении производства и заготовок картофеля и овощей, Марии Игнатьевне Белоусовой было присвоено звание Героя Социалистического Труда с вручением ордена Ленина и медали «Серп и Молот».
Продолжала работать бригадиром овощеводческого хозяйства Велижановского отделения совхоза «Новоалтайский» вплоть до 1990 года. Под её началом было до 70—90 человек. Бригада первой в крае перешла на безрассадный способ посадки капусты, первой освоила получение овощей под плёнкой в промышленном масштабе. К ним за опытом приезжали делегации со всех концов СССР, а также из Китая, Германии и других стран.
Начиная с 1939 года М. И. Белоусова многократно избиралась депутатом районного совета депутатов трудящихся. Дважды избиралась депутатом Верховного Совета РСФСР, девять раз как знатный овощевод становилась участницей ВДНХ. На протяжении 20 лет являлась членом Алтайского крайкома КПСС. В 1971 году была делегатом XXIV съезда партии, где была знаменосцем вместе с космонавтом А. Г. Николаевым. В 1972 году была назначена крайкомом КПСС встречать хлебом-солью Генерального секретаря Л. И. Брежнева, прилетевшего в Барнаул. В 1972 году для победителей районного трудового соцсоревнования среди овощеводов и картофелеводов учреждена премия её имени.
В постсоветское время — член совета старейшин при Губернаторе Алтайского края, активная участница общественной жизни края и города. Почётный гражданин Алтайского края (за многолетний добросовестный труд, большой личный вклад в развитие сельскохозяйственного производства района и за многолетний добросовестный труд в строительном комплексе, особые заслуги и большой личный вклад во внедрение передовых технологий в строительстве, развитие стройиндустрии Алтайского края) и города Новоалтайска.
Скончалась 2 августа 2013 года на 93-м году жизни.

## Семья
В 1945 году вышла замуж за Алексея Николаевича Белоусова, участника Великой Отечественной войны. В их семье трое сыновей: Владимир, Александр, Николай.

## Награды
- Герой Социалистического Труда (30 апреля 1966)
- орден Ленина (30 апреля 1966)
- орден Октябрьской революции (8 апреля 1971)
- орден Трудового Красного Знамени (7 октября 1949)
- орден Трудового Красного Знамени (29 августа 1950)
- Орден «За заслуги перед Алтайским краем» II степени (2011)[10]
- медали СССР и Российской Федерации
- Почётный гражданин Алтайского края (5 сентября 2007) — за многолетний добросовестный труд и большой личный вклад в развитие сельскохозяйственного производства Алтайского края
- Почётный гражданин города Новоалтайска (1995)